# Asura vivida
Asura vivida là một loài bướm đêm thuộc phân họ Arctiinae, họ Erebidae.